# Берчень (комуна, Ілфов)
Берчень, Берчені (рум. Berceni) — комуна у повіті Ілфов в Румунії. До складу комуни входить єдине село Берчень.
Комуна розташована на відстані 15 км на південний схід від Бухареста.

## Населення
За даними перепису населення 2002 року у комуні проживали 4103 особи. Усі жителі комуни рідною мовою назвали румунську.
Національний склад населення комуни:
| Національність | Кількість осіб | Відсоток |
| -------------- | -------------- | -------- |
| румуни         | 4082           | 99,5%    |
| цигани         | 20             | 0,5%     |
| українці       | 1              | < 0,1%   |

Склад населення комуни за віросповіданням:
| Релігія       | Кількість осіб | Відсоток |
| ------------- | -------------- | -------- |
| православні   | 4020           | 98,0%    |
| лютерани      | 32             | 0,8%     |
| адвентисти    | 11             | 0,3%     |
| римо-католики | 10             | 0,2%     |
| бретрени      | 8              | 0,2%     |
| старообрядці  | 8              | 0,2%     |
| п'ятдесятники | 4              | 0,1%     |
| баптисти      | 4              | 0,1%     |
| атеїсти       | 1              | < 0,1%   |

## Зовнішні посилання
- Дані про комуну Берчень на сайті Ghidul Primăriilor [Архівовано 14 травня 2012 у Wayback Machine.]